# Adam Andrzej Tiahnybok
Adam Andrzej Tiahnybok (ur. 4 października 1913 roku w Krakowie, zm. 13 września 1984 roku w Queensbury) – porucznik Polskich Sił Powietrznych, kawaler Virtuti Militari.

## Życiorys
W 1927 r. w Krakowie ukończył szkołę powszechną, następnie uczył się w tamtejszym gimnazjum. Ukończył trzy klasy gimnazjalne i w 1931 r. rozpoczął edukację w Szkole Podoficerów Lotnictwa dla Małoletnich. Szkolenie ukończył w 1934 r. i jako mechanik samolotowy z podstawowym przeszkoleniem pilotażowym został przydzielony do 2. pułku lotniczego. Został skierowany na kurs pilotażu w Centrum Wyszkolenia Oficerów Lotnictwa, po jego ukończeniu został przydzielony do 122. eskadry myśliwskiej. 22 sierpnia 1939 r. otrzymał przydział do Cywilnej Szkoły Pilotażu w Olkuszu jako instruktor pilotażu. 
Po wybuchu II wojny światowej został ewakuowany do Rumunii a następnie do Francji. Po upadku Francji 12 lipca 1940 r. trafił do Wielkiej Brytanii. Wstąpił do Polskich Sił Powietrznych, otrzymał numer służbowy RAF P-2216. 23 marca 1941 r. został skierowany do szkoły pilotażu (Flying Training School). 14 kwietnia rozpoczął szkolenie w 55. Operational Training Unit. 31 lipca został przydzielony  do 302. dywizjonu myśliwskiego. 28 września 1941 r. w rozbił samolot Hawker Hurricane IIB.
Turę lotów bojowych zakończył w styczniu 1943 r. i został skierowany do Szkoły Podchorążych w Szkocji. Po jej ukończeniu 15 kwietnia otrzymał promocję na stopień podporucznika i na krótko powrócił do służby w dywizjonie 302. 24 maja został skierowany do dywizjonu 308 a następnie na kurs oficerski, po jego ukończeniu służył w 308. dm. W czerwcu 1944 r. brał udział w osłanianiu lądowania w Normandii.
Kolejną turę lotów bojowych ukończył w listopadzie 1944 r. i został skierowanych w charakterze instruktora do 61. OTU. W czerwcu 1945 ukończył kurs instruktorski w 16. Secondary Flying Training School. W trakcie swej służby wykonał 191 lotów bojowych. 
Po demobilizacji nie zdecydował się na powrót do opanowanej przez komunistów Polski i osiedlił się w Yorkshire, pracował we własnym zakładzie tapicerskim. Przyjął obywatelstwo brytyjskie i zmienił nazwisko na Bradley.

## Ordery i odznaczenia
Za swą służbę został odznaczony:
- Krzyżem Srebrnym Virtuti Militari nr 10784,
- Krzyżem Walecznych – trzykrotnie,
- Medalem Lotniczym – trzykrotnie.
- 1939-45 Star,
- Air Crew Europe Star,
- France and Germany Star,
- Defence Medal,
- War Medal 1939–1945.